# 奧拜利勒
35°08′N 0°59′W / 35.133°N 0.983°W

奧拜利勒（阿拉伯语：‎），是阿爾及利亞的城鎮，位於該國西北部艾因泰穆尚特省，由艾因基哈勒區負責管轄，面積80平方公里，2010年人口4,894，人口密度每平方公里61人。